# Farnham (New York)
Farnham è un villaggio degli Stati Uniti d'America, situato nello stato di New York, nella contea di Erie.